# Kontinuitätsprinzip
Das Kontinuitätsprinzip ist ein Begriff aus familienrechtlichen Gutachten insbesondere in Verfahren, in denen nach § 1671 BGB darüber entschieden wird, wo in der Familie ein Trennungskind leben soll, wobei hier die Kontinuität und Stabilität von Erziehungsverhältnissen gemeint ist. Die Wichtigkeit von Kontinuität und Stabilität der Betreuungs- und Erziehungsverhältnisse ergibt sich aus § 1632 Abs. 4, § 1666a Abs. 1 und § 1682 BGB; die Bedeutung der inneren Bindungen des Kindes aus § 1666 Abs. 1, § 1632 Abs. 4 sowie § 1682 BGB und in verallgemeinerter Form § 1626 Abs. 3 und § 1685 BGB. Hauptanliegen im deutschen Familienrecht ist das Kindeswohl (§ 1697a BGB).
Das Brandenburgische Oberlandesgericht formulierte es 2010 als den „Grundsatz der Kontinuität, wonach es auf die Frage ankommt, welcher Elternteil in der Vergangenheit die größeren Erziehungsanteile innegehabt hat, und der auf der Erfahrung beruht, dass die Fortdauer familiärer und sozialer Bindungen wichtig für eine stabile und gesunde psychosoziale Entwicklung eines heranwachsenden Menschen ist.“
Der Begriff ist aber auch auf die Zukunft ausgerichtet, welcher Elternteil auch für die Zukunft eine möglichst einheitliche, stetige, stabile und gleichmäßige Betreuung und Erziehung gewährleisten kann.
Weitere Aspekte sind das soziale und räumliche Umfeld.